# Andrea Chiesa
Andrea Chiesa (Milánó, 1964. május 6. –) svájci autóversenyző.

## Pályafutása
1987-ben második lett az olasz Formula–3-as bajnokságon Enrico Bertaggia mögött.
1988 és 1991 között a nemzetközi Formula–3000-es sorozat futamain indult. Első évében mindössze egy pontot szerzett. A 89-es szezonban megnyerte a pergusai versenyt, valamint második lett a vallelungai viadalon; végül hatodikként zárta az összetett értékelést. A következő idényben kétszer ért célba másodikként és hetedik lett a pontversenyben. Az 1991-es szezonban nem szerzett pontot.

### Formula–1
1992-ben a Formula–1-es világbajnokságon szereplő Fondmetal csapatának versenyzője volt. A szezon első tíz versenyén kapott lehetőséget az alakulatnál. Még csapattársának, Gabriele Tarquininek rendre sikerült teljesítenie a futamokon való induláshoz szükséges időeredményt, addig Andrea csak a mexikói, a spanyol és a francia nagydíjra tudta kvalifikálni magát. A három futam egyikén sem ért célba. Mexikóban és Spanyolországban kicsúszott, a francia viadalon pedig összeütközött Maurício Gugelminel. A magyar nagydíjtól Eric van de Poele vette át a helyét a csapatnál.

### Formula–1 után
1996 óta különböző túraautó-bajnokságokban versenyez, valamint elindult a Le Mans-széria több futamán is.

## Eredményei
Teljes eredménylistája a nemzetközi Formula–3000-es sorozatban
(Táblázat értelmezése)

(Félkövér: pole-pozícióból indult; dőlt: leggyorsabb kört futott) 

| Év   | Csapat              | 1      | 2      | 3      | 4      | 5      | 6      | 7      | 8      | 9      | 10     | 11     | Helyezés | Pont |
| ---- | ------------------- | ------ | ------ | ------ | ------ | ------ | ------ | ------ | ------ | ------ | ------ | ------ | -------- | ---- |
| 1988 | CoBRa Motorsports   | JER Nk | VAL Ki | PAU Ki | SIL 15 | MNZ 6  | PER 10 | BRH 8  | BIR Ki | BUG Nk | ZOL 13 | DIJ Ni | 20.      | 1    |
| 1989 | Roni Motorsport     | SIL 11 | VAL 2  | PAU Ki | JER Ki | PER 1  | BRH Ki | BIR 13 | SPA 17 | BUG Ki | DIJ Ki |        | 6.       | 15   |
| 1990 | Paul Stewart Racing | DON 2  | SIL Ki | PAU Ki | JER 5  | MNZ 7  | PER Ki | HOC Ki | BRH 5  | BIR 2  | BUG 5  | NOG Ki | 7.       | 18   |
| 1991 | Apomatox            | VAL Ki | PAU Ki | JER 9  | MUG Nk | PER Ki | HOC 10 | BRH 14 | SPA 13 | BUG    | NOG    |        | -        | 0    |

Teljes Formula–1-es eredménylistája
(Táblázat értelmezése)

(Félkövér: pole-pozícióból indult; dőlt: leggyorsabb kört futott) 

| Év   | Csapat           | Modell         | Motor            | 1      | 2      | 3      | 4      | 5      | 6      | 7      | 8      | 9      | 10     | 11  | 12  | 13  | 14  | 15  | 16  | Helyezés | Pont |
| ---- | ---------------- | -------------- | ---------------- | ------ | ------ | ------ | ------ | ------ | ------ | ------ | ------ | ------ | ------ | --- | --- | --- | --- | --- | --- | -------- | ---- |
| 1992 | Fondmetal F1 SpA | Fondmetal GR01 | Ford HB 3.5 L V8 | RSA Nk | MEX Ki | BRA Nk | ESP Ki | SMR Nk | MON Nk | CAN Nk |        |        | GER Nk | HUN | BEL | ITA | POR | JPN | AUS | -        | 0    |
| 1992 | Fondmetal F1 SpA | Fondmetal GR02 | Ford HB 3.5 L V8 |        |        |        |        |        |        |        | FRA Ki | GBR Nk |        |     |     |     |     |     |     | -        | 0    |

Teljes CART-eredménylistája
(Táblázat értelmezése)

(Félkövér: pole-pozícióból indult; dőlt: leggyorsabb kört futott) 

| Év   | Csapat         | 1      | 2   | 3   | 4    | 5   | 6   | 7   | 8   | 9   | 10  | 11  | 12  | 13  | 14  | 15  | 16 | Helyezés | Pont |
| ---- | -------------- | ------ | --- | --- | ---- | --- | --- | --- | --- | --- | --- | --- | --- | --- | --- | --- | -- | -------- | ---- |
| 1993 | Euromotorsport | SRF Ki | PHX | LBH | INDY | MIL | DET | POR | CLE | TOR | MIS | NHM | ROA | VAN | MDO | NZR | LS | 50.      | 0    |

Le Mans-i 24 órás autóverseny
| Év   | Csapat             | Autó                       | Csapattárs      | Csapattárs           | Helyezés | Kiesés oka |
| ---- | ------------------ | -------------------------- | --------------- | -------------------- | -------- | ---------- |
| 2007 | Spyker Squadron BV | Spyker C8 Spyder C2-R      | Andrea Belicchi | Alex Caffi           | Kiesett  | Motorhiba  |
| 2008 | Speedy Racing Team | Spyker C8 Laviolette GT2-R | Iradj Alexander | Benjamin Leuenberger | Kiesett  | Defekt     |

## Külső hivatkozások
- Profilja az f1rejets.com honlapon Archiválva 2006. június 19-i dátummal a Wayback Machine-ben (angolul)
- Profilja a grandprix.com honlapon (angolul)
- Profilja a driverdatabase.com honlapon (angolul)
- Profilja a statsf1.com honlapon (angolul)